# Radiofobia

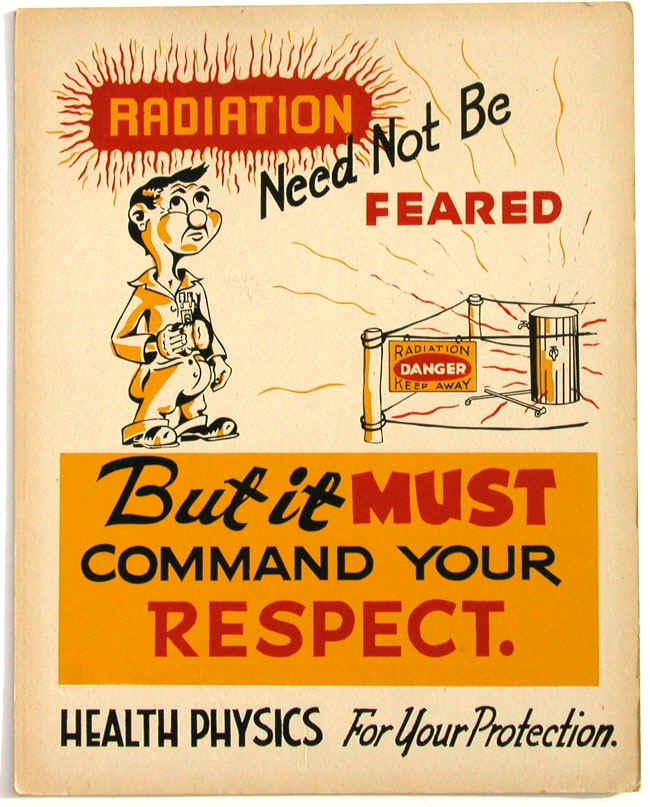
Poster che consiglia di avere non paura, ma comunque rispetto, delle radiazioni. (Oak Ridge National Laboratory, 1947)

La radiofobia è la paura sproporzionata delle radiazioni ionizzanti. 
Sebbene sia ragionevole temere dosi elevate di radiazioni, in quanto sono dannose (ad esempio possono indurre il cancro o la malattia acuta da radiazione), la radiofobia è correlata alla paura e all'ansia anche nei confronti di dosi di radiazioni modeste e innocue. Ovunque sulla Terra è presente un fondo di radioattività naturale, causata dal gas radon emesso dal suolo e dalle rocce o da altri fenomeni.
Le persone radiofobiche sono inclini a rifiutare trattamenti medici che fanno uso di radiazioni. Ad esempio, Steve Jobs e Bob Marley rifiutarono di sottoporsi a radiazioni per trattare il loro tumore.
Il termine è anche usato per descrivere l'opposizione all'uso della tecnologia nucleare, come quella applicata nell'energia nucleare o nella medicina nucleare, derivante da preoccupazioni sproporzionatamente maggiori di quanto meriterebbero i rischi effettivi.

## Primi utilizzi del termine
Il termine è stato utilizzato in un documento intitolato "Radio-phobia and radio-mania" presentato dal dottor Albert Soiland di Los Angeles nel 1903. Negli anni '20, il termine era usato per descrivere le persone che avevano paura delle trasmissioni radiofoniche e della tecnologia di ricezione. Nel 1931, il Salt Lake Tribune definì la radiofobia come una «paura degli altoparlanti», di cui pare che Joan Crawford fosse affetta. Il termine "radiofobia" fu stampato anche sui giornali australiani negli anni '30 e '40, assumendo un significato simile. La poesia del 1949 di Margarent Mercia Baker intitolata "Radiophobia" lamenta l'intrusione della pubblicità nelle trasmissioni radiofoniche. Il termine è rimasto in uso con la sua associazione originale con le radio e le trasmissioni radiofoniche negli anni quaranta e cinquanta.
Durante gli anni '50 e '60, il Science Service ha associato il termine alla paura delle radiazioni gamma e dell'uso medico dei raggi X. Un articolo del Science Service pubblicato su diversi giornali americani proponeva che la "radiofobia" potesse essere attribuita alla pubblicazione di informazioni sui «rischi genetici» dell'esposizione alle radiazioni ionizzanti da parte della National Academy of Sciences nel 1956.
In una colonna di giornale pubblicata nel 1970, il medico Harold Pettit ha scritto:

## Castle Bravo e la sua influenza sulla percezione pubblica
Il 1 marzo 1954, l'operazione Castle Bravo sul collaudo di un dispositivo sperimentale termonucleare Shrimp, allora unico nel suo genere, superò la sua resa prevista di 4-6 megatoni e produsse invece 15 megatoni; ciò ha comportato la produzione di una quantità imprevista della cosiddetta Bikini snow ("neve bikini") o particelle visibili prodotte dalla ricaduta nucleare, che raggiunsero il peschereccio giapponese Daigo Fukuryu Maru, nonostante stesse pescando al di fuori dell'area di ricaduta precedentemente stabilita per il test, basata sulla resa prevista di 5 megatoni. Circa due settimane dopo il test e l'esposizione alla ricaduta, i 23 membri dell'equipaggio di pescatori hanno iniziato di soffrire della Malattia acuta da radiazione, in gran parte causata da ustioni beta provocate dal contatto diretto tra la neve bikini e la loro pelle, attraverso la loro pratica di raccogliere a mani nude la "neve" nei sacchi. Kuboyama Aikichi, il capo radiotelegrafista della barca, morì 7 mesi dopo, il 23 settembre 1954. Successivamente è stato stimato che circa un centinaio di barche da pesca sono state contaminate in una certa misura dalle ricadute del test. Anche gli abitanti delle Isole Marshall sono stati esposti a ricadute e numerose isole hanno dovuto essere evacuate.
Questo incidente, dovuto all'era della segretezza intorno alle armi nucleari, ha creato il timore diffuso di armi nucleari incontrollate e imprevedibili, e anche di pesci contaminati radioattivamente che influivano sull'approvvigionamento alimentare giapponese. Con la pubblicazione delle scoperte di Józef Rotblat secondo cui la contaminazione causata dalla ricaduta del test di Castle Bravo era quasi mille volte maggiore di quella dichiarata ufficialmente, le proteste in Giappone raggiunsero un livello tale che l'incidente fu soprannominato da alcuni come «una seconda Hiroshima». Forse onde evitare che il forte movimento anti-nucleare si trasformasse in un movimento anti-americano, i governi giapponese e statunitense concordarono un risarcimento di 2 milioni di dollari per la pesca contaminata, con i 22 uomini dell'equipaggio sopravvissuti che ricevettero circa 2 milioni di yen ciascuno ($ 5.556 nel 1954, $ 53,500 nel 2022).
I membri dell'equipaggio sopravvissuti e la loro famiglia avrebbero in seguito sperimentato pregiudizi e discriminazioni, poiché la gente del posto pensava che le radiazioni fossero contagiose.

## Nella cultura di massa
Il test Castle Bravo e le nuove paure di ricaduta radioattiva hanno ispirato una nuova direzione nell'arte e nel cinema. I film di Godzilla, a cominciare dal primo omonimo film del 1954 di Ishirō Honda, sono forti metafore della radiofobia del dopoguerra. La scena iniziale del film riecheggia la storia del Daigo Fukuryū Maru, dal lampo di luce iniziale in lontananza ai sopravvissuti trovati con ustioni da radiazioni. Sebbene abbia trovato gli effetti speciali poco convincenti, Roger Ebert affermò che il film era «importante» e «correttamente decodificato, era il Fahrenheit 9/11 del suo tempo».
Un anno dopo il test Castle Bravo, Akira Kurosawa ha esaminato l'irragionevole terrore di una persona nei confronti delle radiazioni e della guerra nucleare nel suo film del 1955 Testimonianza di un essere vivente. Alla fine del film, l'operaio della fonderia che vive nella paura è stato dichiarato incompetente dalla famiglia, ma la possibile parziale validità delle sue paure è stata trasferita al suo medico.
Il romanzo di Nevil Shute del 1957 L'ultima spiaggia descrive un futuro appena sei anni dopo, basato sulla premessa che una guerra nucleare ha rilasciato così tante ricadute radioattive che tutta la vita nell'emisfero settentrionale è stata uccisa. Il romanzo è ambientato in Australia, che, insieme al resto dell'emisfero australe, attende un destino simile e inevitabile. Helen Caldicott descrive la lettura del romanzo durante l'adolescenza come «un evento formativo» nel suo inserimento nel movimento antinucleare.

## Radiofobia legata a Černobyl'
Nell'ex Unione Sovietica molti pazienti esposti a dosi di radiazione trascurabili dopo il disastro di Černobyl' esibirono ansia estrema anche per esposizione a bassi livelli di radiazione, e di conseguenza svilupparono molti problemi psicosomatici, con un aumento osservato nell'alcolismo fatalista. Come fece notare Shunichi Yamashita, esperto in salute e radiazioni:
Il termine "sindrome da fobia delle radiazioni" è stato introdotto nel 1987 da L. A. Ilyin e O. A. Pavlovsky nel loro rapporto Radiological consequences of the Chernobyl accident in the Soviet Union and measures taken to mitigate their impact ("Conseguenze radiologiche dell'incidente di Černobyl' in Unione Sovietica e misure adottate per mitigarne l'impatto").
Ljubov' Sirota, autrice di Chernobyl Poems scrisse nella sua poesia "Radiophobia":
Perhaps rather—a fear of wars?
Perhaps—the dread of betrayal,
Cowardice, stupidity, lawlessness?»
Forse piuttosto—una paura delle guerre? 
Forse — il terrore del tradimento,
Vigliaccheria, stupidità, illegalità?»
Il termine è stato criticato da Adolph Kharash, direttore scientifico dell'Università statale di Mosca perché, a detta sua,
Tuttavia, la fobia psicologica delle radiazioni nei malati potrebbe non coincidere con un'effettiva esposizione pericolosa per la vita di un individuo o dei suoi figli. La radiofobia si riferisce solo a una manifestazione di ansia sproporzionata rispetto alla quantità effettiva di radiazioni a cui si è esposti, con valori di esposizione alle radiazioni che in molti casi risultano uguali o non molto superiori a quelli a cui gli individui sono naturalmente esposti dalla radiazione di fondo. L'ansia dovuta all'esposizione di un livello di radiazione potenzialmente dannoso o letale non è considerata radiofobia, ma una risposta normale e appropriata.
Marvin Goldman è un medico statunitense che ha fornito commenti ai giornali sostenendo che la radiofobia aveva causato più danni rispetto alle stesse ricadute.

### Aborti successivi all'incidente di Černobyl'
In seguito all'incidente, i giornalisti hanno diffidato di molti professionisti medici (come il portavoce del National Radiological Protection Board del Regno Unito) e, a loro volta, hanno incoraggiato il pubblico a diffidare di loro.
In tutto il continente europeo, nelle nazioni dove l'aborto è legale, molte richieste di aborti indotti, di gravidanze altrimenti normali, sono state ottenute per paura delle radiazioni di Černobyl'; compreso un numero eccessivo di aborti di feti umani sani in Danimarca nei mesi successivi all'incidente.
In Grecia, in seguito all'incidente per via di false dicerie e panico generale molti ostetrici sono stati portati a pensare che fosse prudente interrompere le gravidanze altrimenti desiderate o non sono stati in grado di resistere alle richieste di madri incinte preoccupate per le radiazioni; nel giro di poche settimane le credenze sbagliate all'interno della comunità medica erano state in gran parte chiarite, tuttavia rimasero nella popolazione generale. Sebbene sia stato stabilito che la dose efficace per i greci non avrebbe superato 1 mSv (0,1 rem), una dose molto inferiore a quella che potrebbe indurre anomalie embrionali o altri effetti non stocastici, è stato misurato un eccesso di 2500 gravidanze altrimenti desiderate terminate, probabilmente per paura sproporzionata di un qualche danno al feto dovuto alle radiazioni.
In Italia si verificò un numero di aborti indotti richiesti "leggermente" al di sopra del previsto; secondo la prassi, tra la richiesta e la procedura, era consueto aspettare "una settimana di riflessione" e poi un ritardo da 2 a 3 settimane dovuto al "sistema sanitario".

## Radiofobia e effetti sulla salute
Il termine "radiofobia" è talvolta usato nelle discussioni contrarie ai proponenti del conservativo modello linear no-threshold della sicurezza da radiazioni proposta dal National Council on Radiation Protection and Measurements (NCRP) nel 1949. La posizione "no-threshold" (senza soglia) di fatto assume, da dati estrapolati dai bombardamenti atomici su Hiroshima e Nagasaki, che persino dosi trascurabili di radiazione aumentano il rischio di cancro linearmente con l'esposizione. Il modello LNT pertanto suggerisce che anche l'esposizione alle radiazioni del fondo naturale possa essere dannosa. Non ci sono prove biologiche e poche prove statistiche che le dosi sotto i 100 mSv abbiano alcun effetto biologico.
Dopo l'incidente di Fukushima, il periodico tedesco Der Spiegel riportò che i residenti giapponesi soffrivano di radiofobia. Anche la dottoressa britannica Geraldine Thomas ha attribuito la sofferenza dei giapponesi alla radiofobia in interviste e in presentazioni. Quattro anni dopo l'evento, The New York Times riportò che «circa 1600 persone morirono per lo sforzo dell'evacuazione». L'evacuazione forzata di 154000 persone «non era giustificata dai livelli di radiazione relativamente modesti», ma fu ordinata perché «il governo di fatto andò in panico».

## Radiofobia legata all'uso industriale e sanitario
Le radiazioni, più comunemente nella forma dei raggi X, sono spesso utilizzate con effetti positivi e benefici. L'uso primario della radiazione in ambito sanitario è nella radiografia per l'imaging e nella radioterapia per il trattamento di tumori. La radiofobia può essere una sensazione provata dai pazienti prima e dopo queste procedure; è pertanto la responsabilità dei professionisti presenti, spesso un radiografo o un radioterapista, di rassicurare i pazienti circa gli effetti stocastici e deterministici delle radiazioni sulla fisiologia umana. Informare i pazienti delle varie misure di radioprotezione che vengono messe in atto, tra cui l'uso di grembiuli di gomma e piombo, la dosimetria e il controllo automatico dell'esposizione, è un metodo comune per rassicurare coloro che soffrono di radiofobia.
Similmente, nella radiografia industriale, c'è la possibilità che le persone soffrano di radiofobia se vicine ad macchinari radiografici industriali.